# Kirkjubøhólmur
Kirkjubøhólmur är ett skär i Färöarna. Det ligger i sýslan Sandoyar sýsla, i den centrala delen av landet, 7 km söder om huvudstaden Tórshavn.